# Moraea kamiesensis
Moraea kamiesensis är en irisväxtart som beskrevs av Peter Goldblatt. Moraea kamiesensis ingår i släktet Moraea och familjen irisväxter. Inga underarter finns listade i Catalogue of Life.